# Spit (udde i Antarktis, lat -71,30, long 170,22)
Spit är en udde i Antarktis. Den ligger i Östantarktis. Nya Zeeland gör anspråk på området.
Terrängen inåt land är kuperad österut, men åt sydost är den bergig. Havet är nära Spit åt nordväst. Spit är den högsta punkten i trakten. Trakten är obefolkad. Det finns inga samhällen i närheten.